# Préfecture de Mbadjini-Ouest
La préfecture de Mbadjini-Ouest (chef-lieu : Dembéni) est une subdivision de la Grande Comore. Elle se compose de deux communes :  Ngouéngoué et  Nioumagama.

## Villes et villages
Ngouéngoué
- Dembéni
- Mdjakagnoi
- Mboudé ya Mboini
- Mlimani
- Panda
- Mindradou
- Mandzissani
- Tsinimoichongo
- Kandzilé
- Makorani
- Itsoundzou

Nioumagama
- Ouzioini
- Ifoundihé Chadjou
- Ifoundihé Chamboini
- Dima, Nkourani ya sima
- Domoni
- Dzoidjou
- Famaré